# Willem Hesselink
 (juin 2022).
Si vous disposez d'ouvrages ou d'articles de référence ou si vous connaissez des sites web de qualité traitant du thème abordé ici, merci de compléter l'article en donnant les références utiles à sa vérifiabilité et en les liant à la section « Notes et références ».
Willem Frederik Hesselink (8 février 1878 – 1er décembre 1973) était un joueur de football néerlandais et l'un des fondateurs du club local Vitesse Arnhem en 1892. Il était connu pour son bonnet de laine bleu, qu'il semblait porter jour et nuit. Il était surnommé le Canon, bien qu'il soit également appelé le Docteur en raison de son doctorat en chimie.

## Carrière
En 1890, Hesselink avait participé à une tentative de création d'un club de cricket à Arnhem et deux ans plus tard, il était l'un des fondateurs de Vitesse Arnhem. Le cricket était l'activité de prédilection initiale, mais le football a vite pris le dessus et Hesselink a aussitôt été la vedette de l'équipe. Hesselink a également excellé en athlétisme, détenant plusieurs records nationaux, dont celui du saut en longueur. Une équipe composée de lui et de ses frères est devenue championne nationale en tir à la corde.
En 1899, il passe au HVV et remporte deux fois le championnat national.
En 1903, Hesselink s'installe à Munich pour étudier la philosophie et la chimie et il rejoint le FC Bayern Munich. Hesselink est devenu la première star internationale du Bayern. En trois ans, il deviendra leur joueur vedette, leur manager et leur président. Bien qu'il ait joué pour le FC Bayern Munich au cours des années 1902-1905, il jouait encore régulièrement des matchs pour Vitesse Arnhem. En janvier 1906, Hesselink quitta Munich, laissant un club qui s'était considérablement développé sous la direction de Kurt Müller, et retourna aux Pays-Bas. Hesselink a poursuivi sa carrière de footballeur, rejoignant Vitesse Arnhem et devenant plus tard trésorier et président.

## Carrière internationale
En 1905, il a débuté le tout premier match à domicile de l'équipe nationale de football des Pays-Bas, une victoire 4-0 contre la Belgique. Certains historiens lui attribuent l'un des buts marqués.

## Vie privée
Au fil des ans, il a construit un curriculum vitae comprenant des doctorats en chimie et en philosophie, est devenu directeur du Keuringsdienst van Waren, a été témoin expert dans plusieurs procès pour meurtre, a fondé un laboratoire et a écrit plusieurs livres sur la santé.
Sa thèse sur les secrets du vin de Porto élaboré sur les rives du Douro a résisté à l'épreuve du temps et est encore régulièrement citée.
Il est décédé en décembre 1973 à l'âge de 95 ans.